# جمال العمر
جمال حسين فهد عمر العمر، من مواليد 1962، نائب سابق في مجلس الأمة الكويتي.
شارك في انتخابات مجلس الأمة الكويتي 1999 في الدائرة العاشرة، وحصل على المركز السابع برصيد 360 صوت وخسر الانتخابات ، وشارك في الانتخابات التكميلية في الدائرة العاشرة بعد وفاة سامي المنيس في عام 2000 وحصل على المركز الأول برصيد 873 صوت وفاز بالانتخابات ، وشارك في انتخابات مجلس الأمة الكويتي 2003 في الدائرة العاشرة، وحصل على المركز الأول برصيد 1845 صوت وفاز بالانتخابات ، وشارك في انتخابات مجلس الأمة الكويتي 2006 في الدائرة العاشرة، وحصل على المركز الثاني برصيد 4857 صوت وفاز بالانتخابات ، وشارك في انتخابات مجلس الأمة الكويتي 2008 في الدائرة الثالثة، وحصل على المركز السادس عشر برصيد 4266 صوت وخسر الانتخابات.